# Maria Mercè Roca i Perich

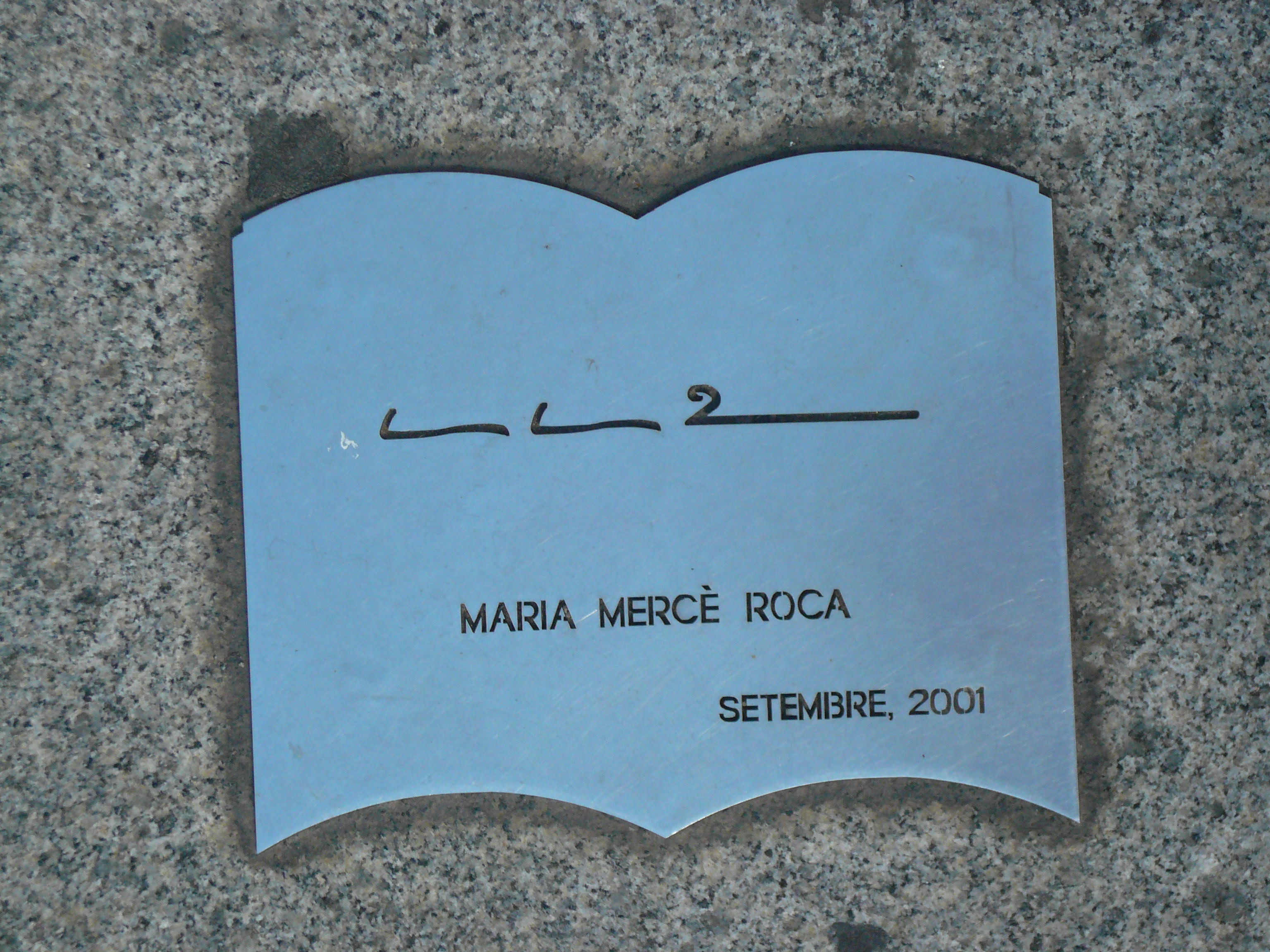
Placa com a assinatura de Maria Mercè Roca ao pé do monumento ao livro de Barcelona

Maria Mercè Roca i Perich (Portbou, Espanha, 19 de julho de 1958) é uma escritora e política catalã. Foi deputada ao Parlamento da Catalunha por Esquerda Republicana da Catalunha e atualmente é Conselheira no Conselho de Girona pelo mesmo partido.

## Biografia
Com 16 anos foi estudar em Girona, onde acabou fixando a sua residência. Mesmo sem completar os estudos de filologia catalã, exerceu muitos anos a docência do catalã. Na metade dos anos 80, incorporou-se ao panorama literário catalão quando venceu o prêmio Víctor Català. Continuou a atividade literária com uma abundante produção de contos, romances, e até o roteiro da telenovela Secrets de família, emitida por TV3. A sua carreira tem tido muitos reconhecimentos, na forma de prêmios literários e de traduções ao espanhol, ao basco, ao francês, ao alemão e ao neerlandês.
É vice-presidente da Associació d'Escriptors en Llengua Catalana (Associação de Escritores em Língua Catalã).
Tem sido muito ativa em política, até chegar a ser deputada ao Parlamento da Catalunha onde foi presidente da Comissão de Cultura (2007-2010)- per ERC entre 2003 e 2010, os três primeiros anos como membro da associação Catalunya 2003.
Foi a candidata para a prefeitura de Girona por ERC nas eleições municipais de 2015, onde o partido conseguiu 4 Conselheiros sendo Maria Mercè Roca uma delas.
Foi uma das impulsoras da plataforma Sobirania i Progrés.

## Obra

### Narrativa breve
- 1986 Ben Estret
- 1986 Sort que hi ha l'horitzó
- 1987 El col·leccionista de somnis
- 1988 La veu del foc
- 1988 Capitells
- 1994 L'escrivent i altres contes
- 2001 Contes personals: Tria a cura de Carles Cortès
- 2006 Kenitra

### Romance
- 1987 Els arbres vençuts
- 1987 El present que m'acull
- 1988 Perfum de nard
- 1988 Com un miratge
- 1990 La casa gran
- 1990 Temporada baixa
- 1992 Greuges infinits
- 1993 Cames de seda
- 1998 L'àngel del vespre
- 1999 Temps de perdre
- 2000 Delictes d'amor
- 2002 Una mare com tu
- 2003 L'últim tren
- 2005 Els dies difícils
- 2011 Bones Intencions

### Não ficção
- 2001 El món era a fora (entrevistas)
- 2005 Coses que fan que la vida valgui la pena

## Prêmios
- 1985 Prêmio Víctor Català por Sort que hi ha l'horitzó
- 1986 Prêmio Josep Pla por El present que m'acull
- 1992 Sant Jordi por Cames de seda
- 2000 Ramon Llull por Delictes d'amor
- 2012 Prêmio Barcanova por Mil revolts